# Морисита, Нобуэ

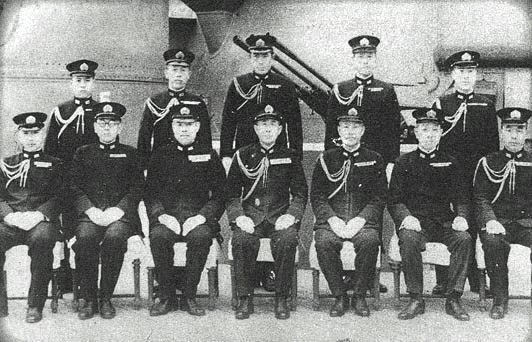
Офицеры «Ямато». Третий справа в первом ряду — Морисита

Нобуэ Морисита (яп. 森下 信衛 Морисита Нобуэ, 2 февраля 1895, префектура Айти — 17 июня 1960, Токио) — адмирал Императорского флота Японии. В период с 25 января по 25 ноября 1944 года являлся командиром линкора «Ямато».

## Детство
Нобуэ Морисита родился в 1895 году в маленьком городке в префектуре Айти. В 7 лет пошел в школу Мэйва. После окончания школы поступил в престижное военное училище — Военно-морскую академию, которую закончил 11 мая 1917 года. В этот же день получил звание лейтенанта и начал службу.

## Карьера и Вторая мировая война
После окончания в 1917 году военно-морской академии Морисита поступил на службу.
- 1 декабря 1931 г. — командир эсминца
- В 1938 г. занимал должность инструктора в Военно-морском колледже
- С сентября 1941 г. — капитан легкого крейсера «Ои»
- C 2 мая 1942 г. — капитан легкого крейсера «Сендай»
- c 1943 по 1944 г. — командир линкора «Харуна»
- В январе 1944 г. — назначен на должность капитана линкора «Ямато»
- 25 ноября 1944 г. — Занимал должность военно-морского министра
- 6-7 апреля 1945 г. — Принимал участие в операции «Тен-Го»

За свою профессиональную карьеру Морисита был признан одним из лучших флотоводцев Императорского флота Японии. В июне 1944 года он сумел предотвратить столкновения двух кораблей: своего «Ямато» и «Мусаси». Столкновение случилось в связи с тем, что была обнаружена американская подводная лодка, и командир «Мусаси» приказал увернуться от торпеды и по собственной невнимательности чуть не врезался в «Ямато».
Морисита принимал участие в боях у острова Самар и участвовал в последнем походе своего корабля «Ямато» в качестве помощника адмирала Сэйити Ито. После того как «Ямато» стал крениться на правый борт в носовой части раздался мощнейший взрыв, который разворотил суперлинкор. Взрывной волной Мориситу выбросило с линкора в открытое море.

## Послевоенная жизнь и смерть
После окончания войны Морисита ушел в отставку в связи с ликвидацией армии и флота Японии. Умер в 1960 году в Токио.